# 内田かずひろ
内田 かずひろ（うちだ かずひろ、1964年 - ）は、日本の漫画家。代表作に『ロダンのココロ』。絵本や挿絵も手掛ける。福岡県出身。日本児童教育専門学校卒業。1989年第11回クレヨンハウス絵本大賞優秀作品賞受賞。1990年に漫画家デビュー。
2021年2月、インターネット上で、一時ホームレス状態になったことを公表し、それを知ったつくろい東京ファンドの個室シェルターにはいった。

## 作品リスト

### 漫画・絵本
- 『シロと歩けば』1～3（竹書房、1996～2000年）
- 『ロダンのココロ』1～5（朝日新聞出版、1997～2004年）[4]
- 『みんなわんわん』（2010年、長崎出版）
- 『ゆうぐれアーモンド』（ビーグリー、2015年）
- 『ロダンのココロいろはのきもちクリニック』（海老澤佐知江 監、日本文芸社、2016年）ISBN  978-4537261417
- 『こどものこよみしんぶん』（文化出版局、2017年）ISBN 978-4579404667
- 『プラスチック（イチからつくる）』（岩田忠久編集、農山漁村文化協会、2020年）ISBN  978-4540191701

### イラストのみ担当
- 『子どものための哲学対話』（永井均著、講談社文庫、2009円）ISBN 978-4062764483
- 『はやくちまちしょうてんがい はやくちはやあるきたいかい』（林木林 著、偕成社、2013年）ISBN  978-4033320908
- 『しっぽのはえたパートナー－盲導犬ミントと触れた街角の福祉』（星野有史著、法研、2015年）
- 『みんなふつうで、みんなへん。』（枡野浩一 著、あかね書房、2021年）ISBN 978-4251044754

### CM
- NTT-BJ・タウンページTVCM『動物病院・獣医師編』（2010年） - 石原良純とのコラボアニメCM

### キャラクターデザイン
- 学校のコワイうわさ 花子さんがきた!!（1994‐1995年、フジテレビ）
- 学校のコワイうわさ 新・花子さんがきた!!（2010年‐2011年、TwellV）